# プリンス・クヒオ・プラザ

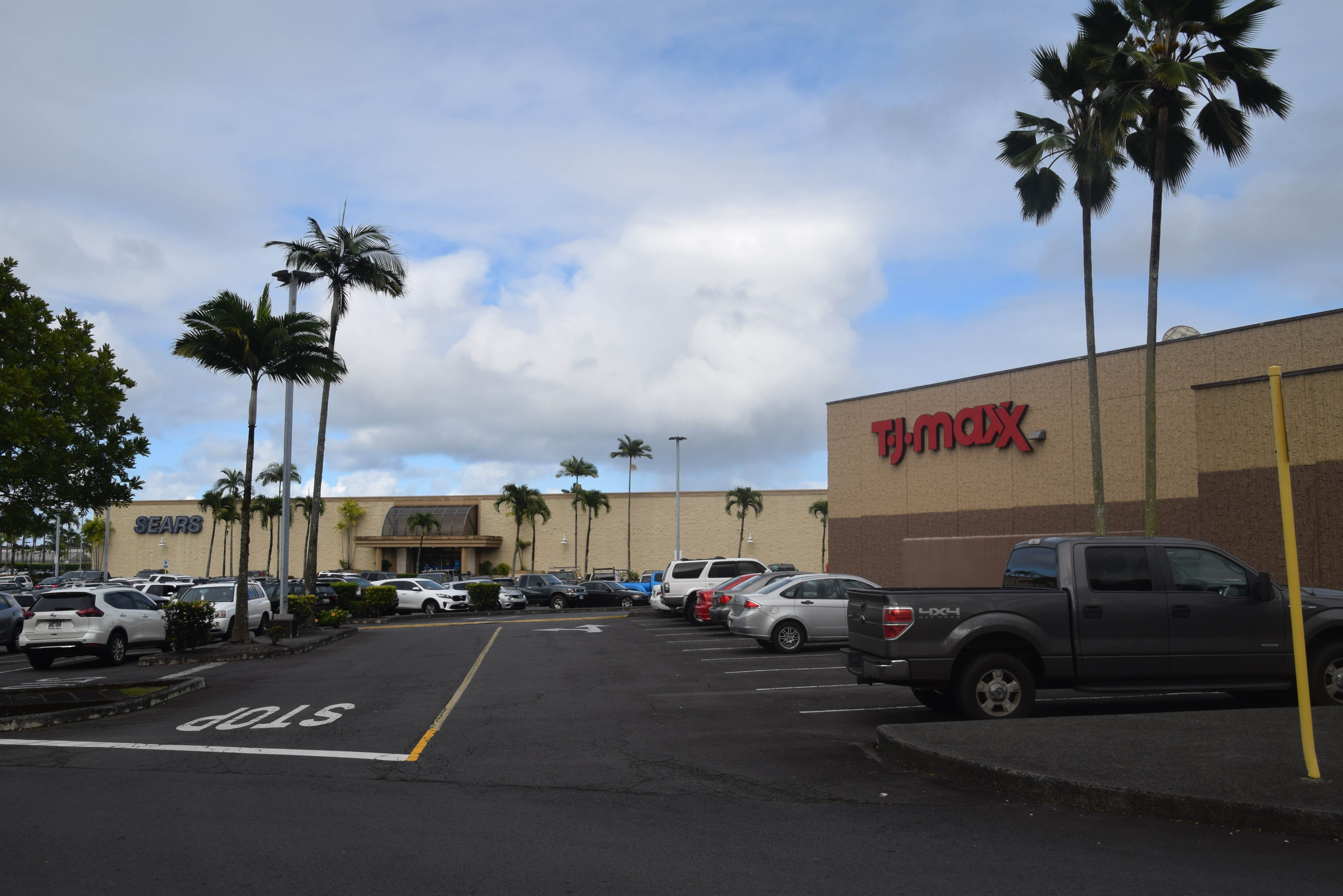
プリンス・クヒオ・プラザの外側（シアーズとT.J. Maxxが見える）

プリンス・クヒオ・プラザ（英語: Prince Kuhio Plaza）は、米国ハワイ州ヒロにある1階建てのショッピングセンターである。ハワイ島で最大の密閉型モール。主要店はシアーズ、メイシーズ、セーフウェイで、他の主要なテナントにはスクリーン9つを持つ最新設備の映画館、ロングズ・ドラッグズ（Longs Drugs）などがある。
モールの名称は、1903年から1922年までハワイ準州からアメリカ合衆国連邦議会への代議員を務めたプリンス・クヒオ（ジョナ・クヒオ・カラニアナオレ）に由来している。

## 歴史

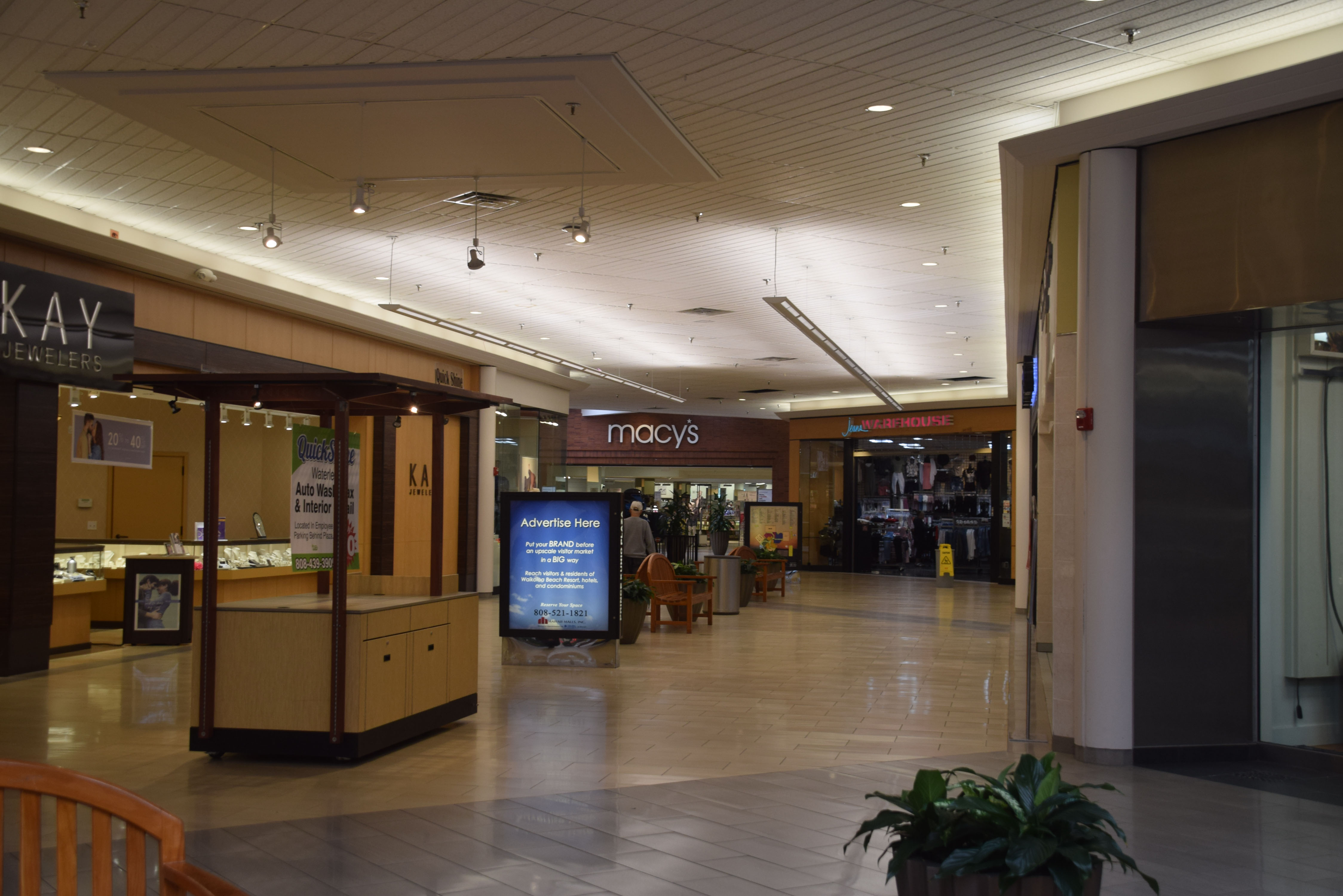
プリンス・クヒオ・プラザの内側（メイシーズへの入り口が見える）

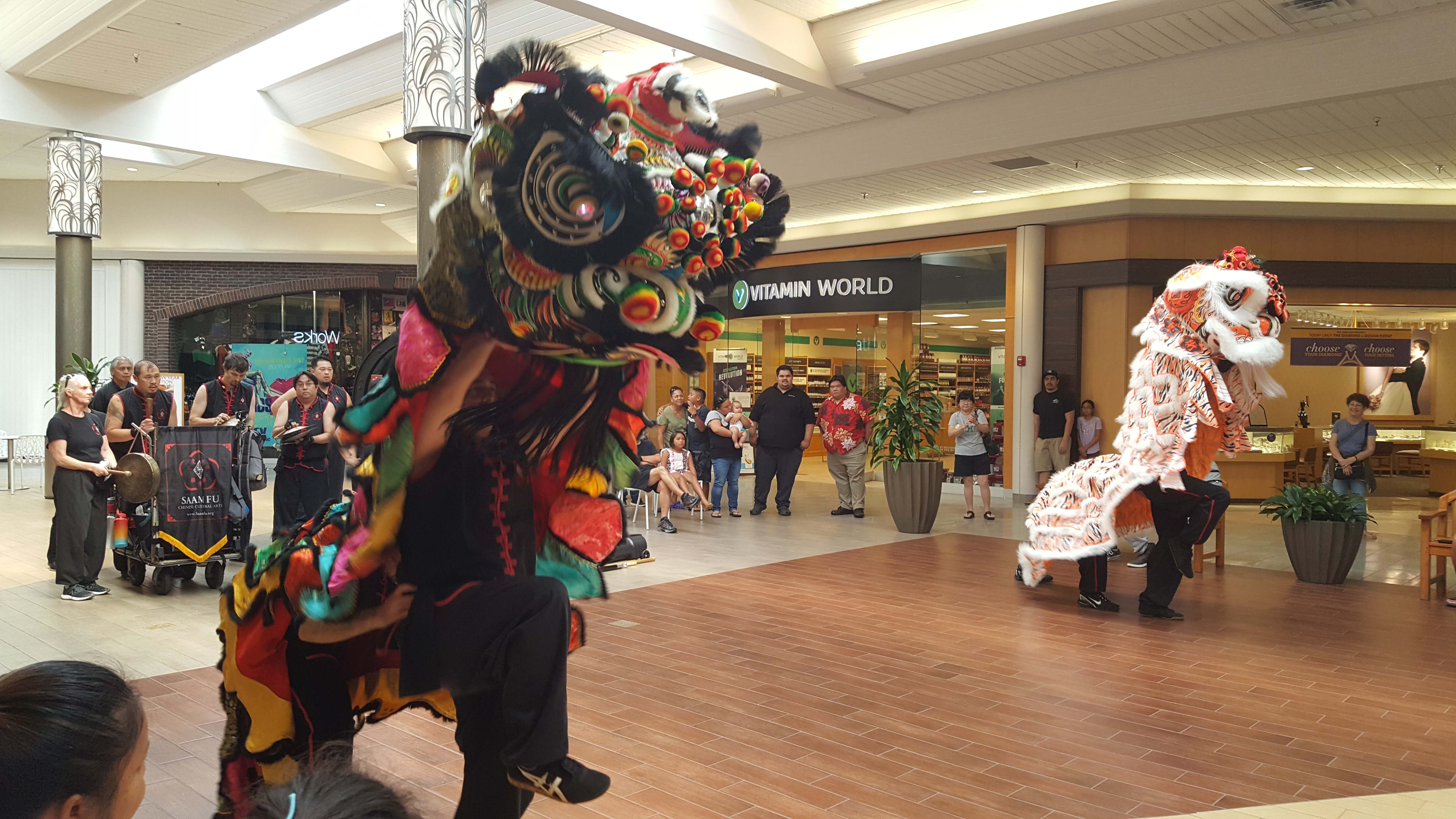
プリンス・クヒオ・プラザでは様々なイベントがある（これがは旧正月の獅子舞い（2020年）

1977年9月、ハワイ州国土省は、ヒロに商業施設用土地が少なかったので、プアイナナコ通り（ハワイ州道200号線/2000号線の一部）とカノエレフア通り（ハワイ・ベルトロードの一部）の交差点の北東側に、39エーカー（160,000平方メートル）の土地をリースすることを提案した。不動産業入札者のオーキッド・アイル・グループ（Orchid Isle Group）がただ１社入札し、1977年10月28日に53年間のリースに署名した。
- 1985年、モールがオープン。
- 2002年8月5日、General Growth Properties社が、Homart Development社の所有するモールの50％の持分を取得し、モールの所有権を100％にした。
- 2003年、メイシーズがモールでJ.C.ペニーに取って替わった。[2]
- 2004年、ショッピングセンターの所有者が、セーフウェイをモールに建設することを許可したとしてロングズ・ドラッグ（Longs Drugs）から訴えられた。
- 2013年、ファースト・ハワイアン・バンクがモールに隣接して、支店を開設した。[3]
- 2015年、オールドネイビー、ピア1インポーツ（Pier 1 Imports）がモール内に出店した。
- 2018年、Brookfield Properties社がGeneral Growth Properties社を買収し、同社のRetail Groupがこのモールを運営している。

モール内では、旧正月に中国風獅子舞いが行われたりと、他の様々な年中行事もある。
このモールの北側にはウォルマートとターゲットがあり、付近の交差点の対角線上にはKTAスーパーストアズの最大店、エース・ハードウェア（Ace Hardware）などがあり、ヒロの商業施設はダウンタウンとこのプリンス・クヒオ・プラザ付近に比較的集中している。
対して、ハワイ島西部の町カイルア・コナでは、商業施設がダウンタウン（アリイ通り）、ヘンリー・ストリート（ウォルマート、セーフウェイなど）、旧インダストリエリア（コナビール会社など）、新インダストリエリア（コストコなど）、コナコモンズ（ターゲットなど）などに比較的分散している。

## 参照項目
- カイルア・コナ
- アラモアナセンター - オアフ島最大のショッピングセンター